# クリストファー・ペテルソン
クリストファー・ポール・ペテルソン（Kristoffer Paul Peterson、1994年11月28日 - ）は、スウェーデン・ヨーテボリ出身のサッカー選手。ハポエル・ベエルシェバFC所属。ポジションはフォワード。

## 経歴

### クラブ
2011年にリヴァプールFCの下部組織に加入し、2013年、トップチーム昇格と同時にトレンメア・ローヴァーズFCにレンタル移籍した。デビュー戦となったコルチェスター・ユナイテッドFC戦ではMOMに選出され、当時の監督ロニー・ムーアからは「彼はトップレベルの選手になるだろう」と絶賛された。
2014年8月27日、FCユトレヒトに4年契約で移籍した。
2017年1月、ヘラクレス・アルメロと2年半契約を交わした。
2019年8月2日、ペテルソンがリヴァプールのユースにいたころに彼を指導したスティーヴ・クーパー率いるスウォンジー・シティAFCに移籍した。
2020年10月5日、フォルトゥナ・デュッセルドルフに移籍。
2023年6月21日、ハポエル・ベエルシェバFCに3年契約で移籍した。

### 代表
2018年10月16日、スロバキア代表との親善試合でスウェーデン代表デビュー。